# Vänstern i Svenska kyrkan

Vänstern i Svenska kyrkan (ViSK) är en partipolitiskt oberoende, kyrkligt inriktad nomineringsgrupp som ställer upp för val i Svenska kyrkan. 

## Historik
År 2001 beslutade Vänsterpartiet för sista gången att delta med en egen lista i kyrkovalen, som en konsekvens av att Svenska kyrkan separerat från staten 2000.  År 2004 omformades gruppen till en från Vänsterpartiet fristående nomineringsgrupp utan ekonomiskt stöd från partiet, med befrielseteologisk och kristenfeministisk profil. Vänstern i Svenska Kyrkan skildes från Vänsterpartiet 2004 och har ställt upp under eget namn sedan kyrkovalet 2005. 

### Valresultat
Vid valet till Kyrkomötet (Svenska kyrkan) 2017 fick nomineringsgruppen 3,75 procent av rösterna och 9 mandat i Kyrkomötet.  Vid senaste valet 2021 ökade man till 7,63% och 19 mandat i Kyrkomötet . Man ställde upp med 286 kandidater till de lokala kyrkofullmäktige, 136 kandidater till stiftsfullmäktige och 133 kandidater till Kyrkomötet.  
ViSK:s "vita fält" har länge varit Karlstad stift, Skara stift och Visby stift. Efter kyrkovalet den 19 september 2021 är alla stift förutom Visby stift representerade på alla beslutande nivåer, dvs kyrkomötet, stiftsfullmäktige i 12 stift och i 108 lokala församlingar/pastorat. ViSK har under innevarande mandatperiod (2021-2025) en ordinarie ledamot och en ersättarplats i Kyrkostyrelsen. 
Vid valet 2025 ställer ViSK upp med 128 listor till lokala kyrkofullmäktige, alla stift (utom Visby) och till kyrkomötet.

#### Ordförande för ViSK
- Mona Olsson (januari 2017 till mars 2022)
- Ellen Skånberg (ars 2022 till mars 2023)
- Anders Nilsson (mars 2023 till mars 2024) [9]
- Mats Berglund (mars 2024 till mars 2025)

Nuvarande ordförande sedan mars 2025 är Ann-Marie Strömberg.

#### Motioner i kyrkomötet
Under Kyrkomötet 2022 har man tillsammans med Socialdemokraterna, Centerpartiet och Öppen Kyrka bl a drivit att det ska bli möjligt att "avkraga" präster som inte viger samkönade par. 

## Kyrkomötesmandat
- 2005: 1,13 % 3 mandat
- 2009: 1,25 % 3 mandat
- 2013: 2,36 % 6 mandat
- 2017: 3,75 % 9 mandat
- 2021: 7,63 % 19 mandat